# Fagiolino (burattino)

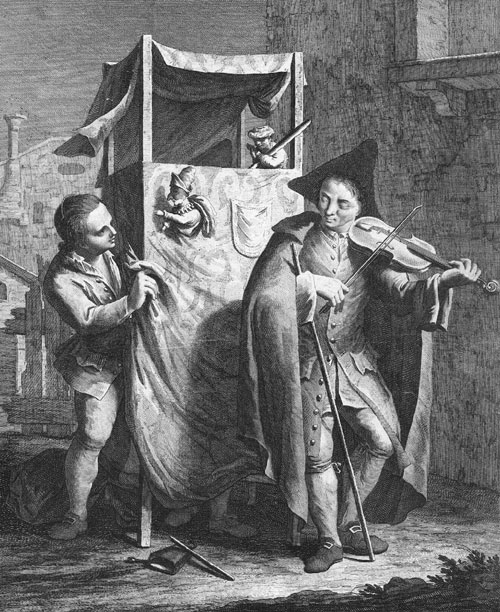
Un antico teatro di burattini, 1770 circa

Fagiolino, o Faggiolino (Fasulein in dialetto bolognese) è un burattino bolognese d'origine seicentesca. Servitore arguto e intraprendente, è sempre pronto a iniziative e marachelle di ogni genere. Inizialmente fu uno dei nomi degli zanni della Commedia dell'arte.

## Origine
L'invenzione di questo personaggio si attribuisce al burattinaio Cavallazzi. Nel secondo Ottocento, la fantasia comica e la finezza di un altro animatore comico di fantocci, Angelo Cuccoli, lo definisce del tutto, lo rende cioè come è ancora oggi. Altri famosi interpreti della tradizione furono Gualtiero Mandrioli e Demetrio Presini.

## Caratterizzazione
Il personaggio rappresenta una voce di protesta, colorito e sorridente, vestito come un popolano del XVIII secolo dei bassifondi bolognesi, solitamente affamato, sporco e lacero, ed è molto vivace e sempre pronto a fare monellerie. Il nome può essere collegabile con "faggio" (il legno del suo bastone) oppure da "fagiolo", il legume tipico delle mense povere del popolo. Fagiolino è un servo famelico, perennemente alla ricerca di un piatto di tagliatelle fumanti condite da un ragù bolognese; ciò che lo caratterizza è uno spirito scaltro, polemico, ottimista, pronto a farsi e a far giustizia.
Sposato con Isabella, da lui ribattezzata, con affettuosa insolenza, "Brisabela", che significa propriamente non affascinante, o meglio non bella, in dialetto bolognese, ha per amico Sganapino, e per antagonista solitamente il dottor Balanzone.